# Horistonotus uhlerii
Horistonotus uhlerii är en skalbaggsart som beskrevs av Horn. Horistonotus uhlerii ingår i släktet Horistonotus och familjen knäppare. Inga underarter finns listade i Catalogue of Life.